# Daniel Pavlović
Daniel Pavlović (ur. 22 kwietnia 1988 w Rorschach) – bośniacki piłkarz chorwackiego pochodzenia występujący na pozycji obrońcy we włoskim klubie Crotone. Wychowanek SC Freiburg, w swojej karierze grał także w takich zespołach jak FC Schaffhausen, 1. FC Kaiserslautern, Grasshopper oraz Frosinone. Były młodzieżowy reprezentant Szwajcarii.
25 marca 2017 w wygranym 5:0 meczu z Gibraltarem zadebiutował w reprezentacji Bośni i Hercegowiny.